# Kʼómoks
Les Kʼómoks ou Kʼomoks, aussi connus sous le nom de Comox, constituent un peuple autochtone salish d'Amérique du Nord originaire de Colombie-Britannique, précisément de Comox sur l'île de Vancouver et des régions de la baie Toba et de la péninsule Malaspina sur la partie continentale de la province, de part et d'autre du détroit de Géorgie. Historiquement, ils parlent le comox, qui se divise en deux dialectes principaux, connus par les universitaires sous le nom de « Comox insulaire » (Island Comox) et « Comox continental » (Mainland Comox).

## Historique

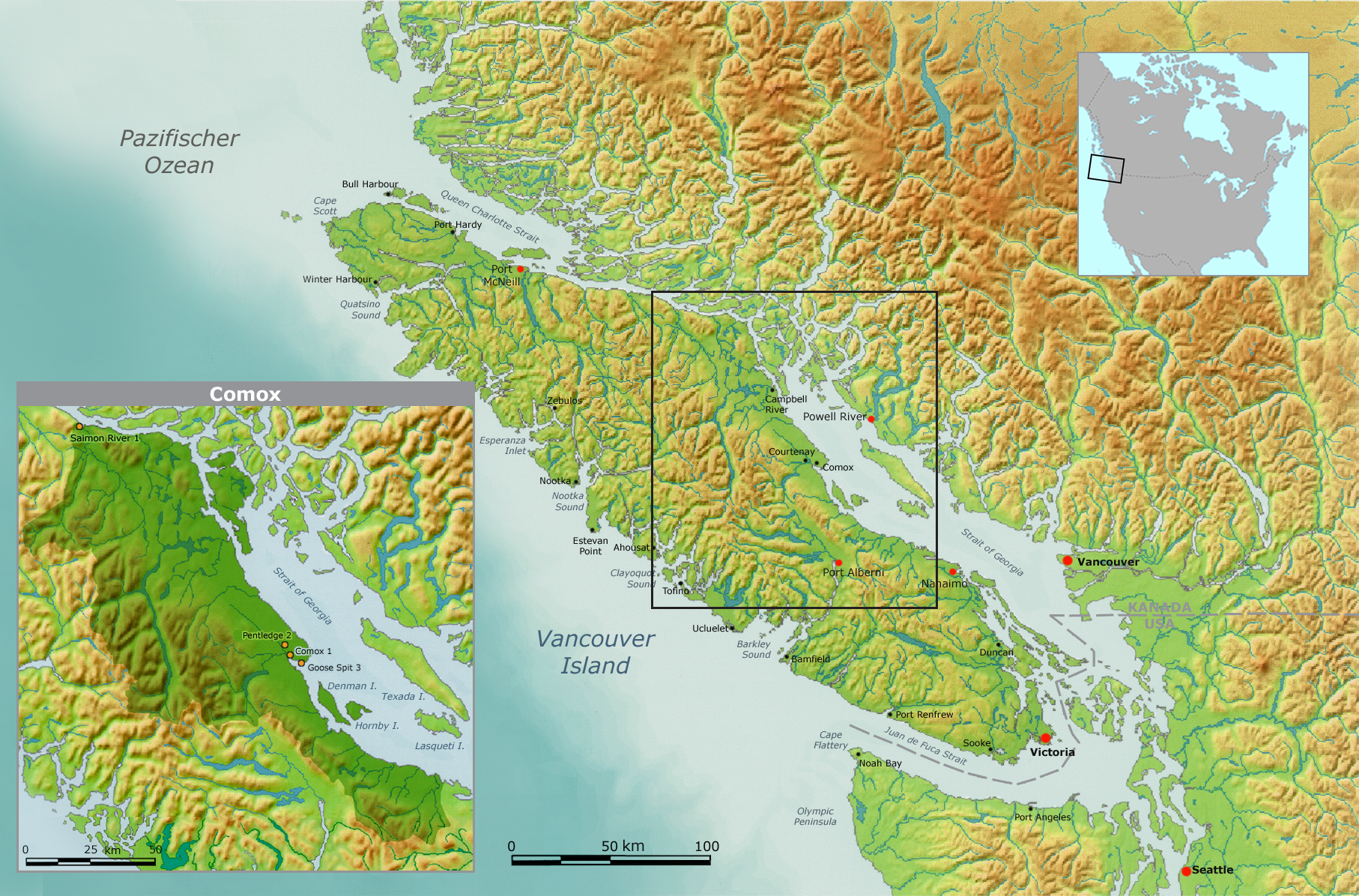
Carte du territoire des Comox insulaires (Comox continentaux non montrés).

Les Comox insulaires de l'île de Vancouver, maintenant centrés dans la région des villes de Courtenay et de Comox, constituaient historiquement le plus grand et plus puissant groupe kʼómoks. Avec les Pentlatch (ou Puntletch ou Puntledge) voisins, ils désignaient, dans leur langue d'origine, leur culture commune sous le nom de « Sathloot », nommée θaɬaθtuxʷ par les Comox continentaux. Après avoir été conquis et politiquement dominés par les Lekwiltoq (parfois connus sous le nom de « Kwakiutl du Sud ») originaires de la région plus au sud, ils se désignent aujourd'hui dans leur dialecte liqʼwala issu du kwakʼwala sous le nom de « Kʼómoks » (nom kwakʼwala : kwʼumuxws ; « abondant »).

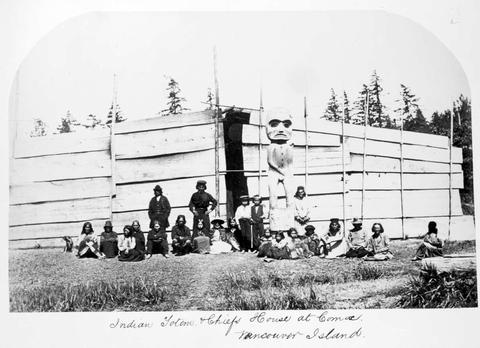
Habitants de Comox en 1866 face à la maison de leur chef.

De nos jours, les Comox insulaires entretiennent des liens politiques et familiaux étroits avec les Weiwaikum (Wiwēkam) de la bande de Campbell River situés sur la côte est de l'île de Vancouver à et autour de la ville de Campbell River, avec les Weiwaikai (Wēqay̓i-Wiwēqay̓i) de la bande indienne de Cape Mudge (Nation We Wai Kai) sur l'île Quadra et avec la bande Walitsima / Walitsum de Salmon River, qui occupent désormais des territoires qui étaient autrefois Sathloot (Kʼómoks et Pentlatch). Beaucoup de ces bandes lekwiltoq sont d'origine sathloot (par exemple la bande Walitsima / Walitsum est parfois considérée comme ethniquement kʼómoks, mais ayant adopté la culture et la langue lekwiltoq). Aujourd'hui, les langues originales des deux groupes sathloot sont éteintes : le dialecte des Comox insulaires ou Qʼómox̣ʷs (Salhulhtxw / Saɬuɬtxʷ) et la langue Pentlatch ou Puntledge (Pənƛ̕áč) sont abandonnés au profit du dialecte Liqʼwala et plus tard de l'anglais.
Ceux qui traversent le détroit seront nommés « Comox continentaux » dans le milieu universitaire et sont formés aujourd'hui de trois groupes tribaux (qui constituaient autrefois une seule tribu partageant des territoires voisins et les camps de pêche) :
- Les Sliammon (Tlaʼamin ou ɬaʔəmen)[3]
- Les Klahoose ( ƛohos signifie « poisson chabot » [4] )
- Les Homalco (Xwemalhkwu ou Xoχmaɬku)

## Bandes
Les Kʼómoks des temps modernes sont organisés en quatre bandes indiennes (par d'autres listes cinq) :
- Première Nation Kʼómoks (île de Vancouver, ethniquement majoritairement kʼómoks mais culturellement et linguistiquement lekwiltoq)
- Nation Tla Aʼmin (Powell River/péninsule Malaspina)
- Première Nation Klahoose (îles Discovery)
- Première Nation Homalco (baie Toba)
- Première Nation Qualicum (à Qualicum Bay sur l'île de Vancouver, majoritairement d'origine pentlatch et certains Lekwiltoq)

## Culture

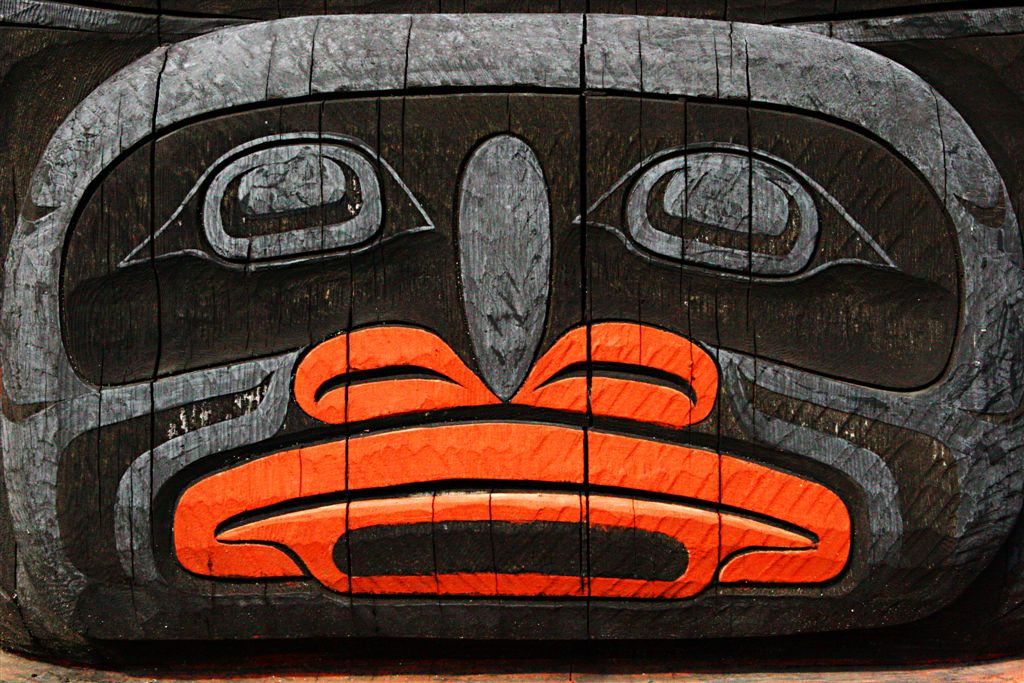
Totem situé dans la ville de Comox.

La Première Nation Kʼómoks est composée des tribus Pentlatch, Eʼiksan et Słułtxʷ. Les Pentlatch ont occupé la vallée pendant des milliers d'années, laissant derrière eux le Great Midden, des strates enfouies de coquillages rejetés, témoignant d'un amour pour les coquillages qui prévaut encore sur la côte. Les Eʼiksan se sont déplacés vers le sud depuis la région de Campbell River entre 1830 et 1835. Les Sałułtxʷ (Kʼómoks) se sont déplacés vers le sud depuis la région de l'île Quadra vers 1850-1855.
Les peuples Pentlatch savaient que les commerçants européens exploraient leurs côtes à la recherche de peaux de loutres de mer. Le flibustier Sir Francis Drake y est probablement déjà passé lors de son expédition secrète en 1579. Le capitaine James Cook a, quant à lui, fait le tour de l'île de Vancouver en 1778. Les navires anglais et espagnols explorent et exploitent par la suite la côte.

## Langue
Des efforts sont menés par certains individus pour revitaliser la langue des Kʼómoks qui est presque disparue. Parmi les trois dialectes parlés, soit le pentlatch des Salish de la Côte, l'ayajusem (dialecte de l'île Comox) et le kwakʼwala, c'est ce dernier est le plus usité. Historiquement, il était utilisé pour la traite des fourrures, lors des cérémonies, entre mariages mixtes, et a évolué vers un système plus complexe au fil du temps. Apparemment davantage parlé par les ancêtres Kʼomoks de la Côte salish, le dialecte pentlatch est devenu moins courant. Le dernier locuteur parlant couramment pentlatch serait décédé en 1940. Le dialecte de l'île Comox, ou l'ayajusem, est parlé dans des régions plus spécifiques telles que les peuples Sathloot, Sasitla, Leeksun, Xaxe et Komokwe. Le dernier locuteur parlant couramment ayajusem serait décédé dans les années 1990. La grammaire et le vocabulaire du pentaltch et de  l'ayajusem ont fortement évolué sous l'influence du kwakʼwala.